# 열녀 남양홍씨 정려
열녀 남양홍씨 정려(烈女 南陽洪氏 旌閭)는 세종특별자치시 전의면 양곡리에 있는 정려이다. 2014년 9월 30일 세종특별자치시의 향토문화유산 제30호로 지정되었다.

## 개요
열녀 남양홍씨 정려(烈女 南陽洪氏 旌閭)는 조선시대 열녀 남양홍씨(南陽洪氏, ?~1736)의 열행(烈行)을 세상에 널리 알려 칭찬하고 기억하기 위해 나라에서 하사한 명정(銘旌)을 현판(懸板)으로 걸어놓은 정문(旌門)이다.
남양홍씨는 어려서 부모를 모두 잃어 길쌈으로 하루하루를 어렵게 살면서도 몸가짐과 마음 씀씀이가 흐트러짐이 없고 반듯하였다고 한다. 어른이 되어 김환과 혼인을 하고 임신한지 4개월이 지날 무렵 남편이 병에 걸리자 지극정성으로 간호하고 기도하였다. 뱃속의 아이가 태어날 만큼의 시간이 지나도 남편의 병세가 점점 나빠져 생명이 위태로워지자 이를 한탄하며 스스로 목숨을 끓었는데 그 후 남편의 병세가 좋아지면서 살아났다. 이를 두고 남양홍씨의 정성으로 남편의 생명이 연장된 것이라 여겼다고 한다.
남양홍씨의 열행에 대해 지역의 유림(儒林)들이 글을 올려 1738년(영조 14)에 명정을 받고 정문을 세우게 되었으며, 내부에는 남양홍씨의 현판이 걸려있다.

## 현지 안내문
부인은 홍처한(洪處漢)의 따님으로 일찌기 가훈을 익히고 부덕(婦德)을 쌓았으나 출가하기 전에 양친을 잃고 남매가 의지하여 길삼으로 생계를 이어가면서도 제례에 결함이 없었고 이웃마을의 김환에게 출가하여 시부모를 정성껏 섬기고 동기간에 우애를 돈독히 하여 그 어진 소문이 원근에 자자하였다. 그러던중 1932년(英祖8) 6월에 남편이 이름모를 병에 걸려 위독하게 되자 남편의 병환에 동침하면 해가 온다하니 이때는 벌써 일신 4~5개월이 되었다. 점장이를 찾아가서 점을 치니 오는 12시에 남편이 죽는다고 하였다. 그날 부인이 일찍 일어나서 목욕하고 정성을 다해 기도하였으나 남편의 병이 악화되어 이에 부인이 놀래면서 말하기를 이집의 가장이 여기에 이르렀으니 바랄것이 없는 지경에 내가 었지 생명을 보전하래 급히 어린아이를 불러 울면서 젖을 먹이고 광속에 들어가 음독자살하였다. 그러나 이상하게도 남편의 병이 차도가 있어서 살아나니 이는 부인의 지성이 신령에게 감동되어 남편의 생명을 연장시킨 장한 열녀로서 후손들이 정문을 짓고 그의 공적을 기리고 있다.